# Taillant
Taillant ist eine französische Gemeinde mit 191 Einwohnern (Stand: 1. Januar 2022) im Département Charente-Maritime in der Region Nouvelle-Aquitaine (vor 2016: Poitou-Charentes); sie gehört zum Arrondissement Saint-Jean-d’Angély und zum Kanton Saint-Jean-d’Angély. Die Einwohner werden Taillantais und Taillantaises genannt.

## Geographie
Taillant liegt etwa 55 Kilometer südöstlich von La Rochelle. Umgeben wird Taillant von den Nachbargemeinden Les Nouillers im Nordwesten und Norden, Bignay im Nordosten, Fenioux im Osten, Grandjean im Südosten und Süden sowie Saint-Savinien im Westen.

## Bevölkerungsentwicklung
| Jahr                       | 1962 | 1968 | 1975 | 1982 | 1990 | 1999 | 2006 | 2019 |
| Einwohner                  | 148  | 131  | 134  | 132  | 137  | 131  | 151  | 196  |
| Quellen: Cassini und INSEE |      |      |      |      |      |      |      |      |

## Sehenswürdigkeiten
- Kirche Saint-Martin aus dem 12. Jahrhundert, seit 1949 als Monument historique eingeschrieben

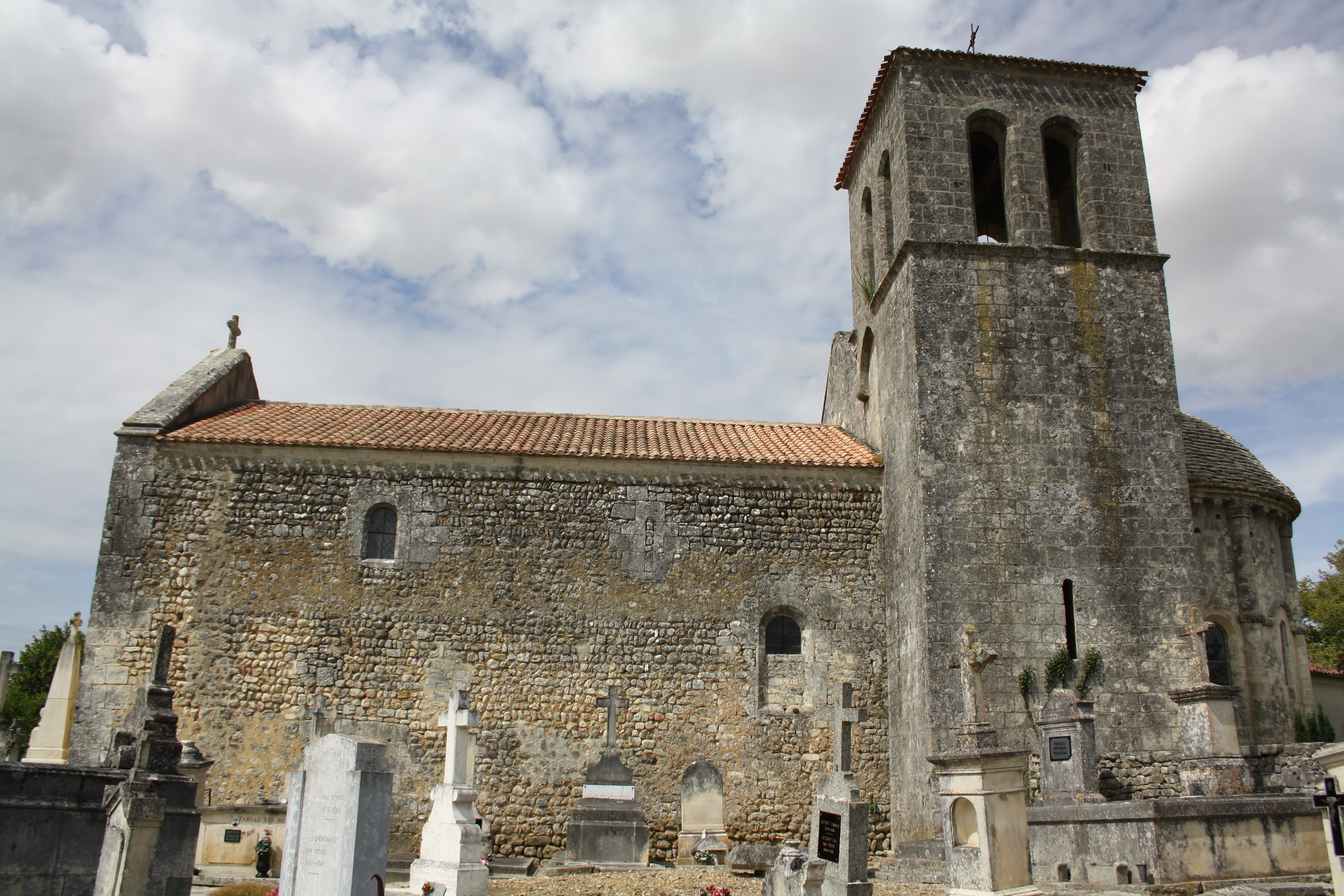
Kirche Saint-Martin